# يوسف الحشاش
يوسف الحشاش (6 أغسطس -)، ممثل كويتي. وهو ابن الكاتب مبارك الحشاش وأخ الكاتب عبد العزيز الحشاش.

## التاليف
قام بتأليف وأعداد عدد من المسرحيات أبرزها مسرحية يوميات أدت إلى الجنون والتي قام بتاليفها واخراجها والتمثيل فيها حيث عرضت في مهرجان أيام المسرح للشباب (الدورة التاسعة) 2012 وحصلت على 3 جوائز. كما عرضت في مهرجان شرم الشيخ الدولي للمسرح الشبابي سنة 2018، وحصلت على 4 جوائز. كما أعد وأخرج مسرحية مصاص الدماء3.

## الاخراج
اخرج عدد من الأعمال الفنية مابين مسرحيات جماهيرية واكاديمية ومسلسلات اذاعية، ابرزها المسلسل الاذاعي الشهير نافذة على التاريخ ومسرحية الرعب الكوميدية ليلة رعب ومصاص الدماء3 كما اخرج مسرحية يوميات أدت إلى الجنون، كما عمل كمساعد مخرج في مسلسل في عينها اغنية، كما حظي بأخراج مسرحية عائلة ادم والتي اجتمع فيها ملك مسرح الطفل الفنان الكبير عبدالرحمن العقل والفنانه المتميزه هدى حسين ونجمات مسرح الطفل سحر حسين ومنى شداد، اخرج يوسف الحشاش العمل الاذاعي الكبير الامام الشافعي والذي قام ببطولته الفنان الكبير سليمان الياسين. قام المخرج يوسف الحشاش بإخراج المسلسل الاذاعي غثنين اخوان والذي تصدى لبطولته عمالقة الفن الكويتي سعد الفرج ومريم الصالح وابراهيم الصلال وجاسم النبهان، كما اخرج المسرحية الكوميدية الثلاجة والتي شهدت عودة أسطورة الكوميديا الفنان الكبير عبدالناصر درويش للمسرح بعد توقف دام 14 عامًا مع نخبة من نجوم الكوميديا في الكويت.

## أعماله

### في المسلسلات
| اسم المسلسل     | بمشاركة                                                                              |
| --------------- | ------------------------------------------------------------------------------------ |
| قتالة الشجعان   | خالد العبيد، عبدالرحمن العقل، هدى حسين، جاسم النبهان، مرام البلوشي                   |
| طول بالك        | طارق العلي، هيا الشعيبي، شهاب حاجية، أحمد الفرج، لمياء طارق                          |
| رسائل من صدف    | غانم الصالح، جاسم النبهان، عبدالمحسن النمر، لمياء طارق، فيصل العميري                 |
| ايام الفرج      | غانم الصالح، اسمهان توفيق، باسمة حمادة، خالد أمين، خالد البريكي، علي كاكولي          |
| الدخيله         | اسمهان توفيق، فاطمة الحوسني، احمد السلمان، خالد امين، هند البلوشي، علي كاكولي        |
| غريب الدار      | سعاد عبدالله، سليمان الياسين، ابراهيم الحربي، يعقوب عبدالله، شيماء علي، مرام البلوشي |
| البيت بيت ابونا | حياة الفهد، سعاد عبدالله، ابراهيم الصلال، محمد جابر، مشاري البلام                    |
| سمسمية وسمسوم   | جاسم عباس                                                                            |
| لمحات           | سعد الفرج، عبدالرحمن العقل، جمال الردهان، اسمهان توفيق، باسمه حماده، هدى الخطيب      |
| يوميات بورعد2   | مبارك المانع، سلطان الفرج، نورا العميري، عبدالعزيز النصار، يوسف البلوشي              |
| افراج مشروط     | سعد الفرج، خالد امين، هبه الدري، احمد ايراج                                          |
| مساحات خالية    | إبراهيم الحربي، زهرة الخرجي، عبير احمد، عبدالله الطراروة                             |
| والدي العزيز    | ابراهيم الحربي، محمد العجيمي، مرام البلوشي، غدير السبتي، روان مهدي، محمد صفر         |

### في المسرح
| اسم المسرحية          | بمشاركة                                                                          |
| --------------------- | -------------------------------------------------------------------------------- |
| الضبع والعطار         | اسامة المزيعل، حسين المهدي، علي كاكولي                                           |
| حدث في جمهورية الموز  | ابراهيم الشيخلي، حسين المهدي، احمد التمار، ميثم بدر، عيسى ذياب                   |
| نهيق الاسود           | حسين المهدي                                                                      |
| السيد                 | علي كاكولي                                                                       |
| ليلة رعب              | عبدالرحمن العقل، عبدالعويز المسلم، باسمة حمادة، هبة الدري                        |
| كتاب العجائب          | مشاري البلام، ملاك، عبدالقادر الهدهود                                            |
| النظارة               | اسامه المزيعل                                                                    |
| يوميات أدت إلى الجنون | محمد دشتي، سعود بوعبيد                                                           |
| مصاص الدماء 3         | جمال الردهان، مشاري البلام، حسن البلام                                           |
| عالم أوز              | هيا عبدالسلام، فؤاد علي، فهد البناي، فرح الصراف، فرح الهادي                      |
| سافانا                | منى شداد، محمد الحملي، نورا العميري، مروى بن صغير                                |
| شارع 6                | حسين المهنا، محمد جمال الشطي                                                     |
| نص الليل              | عبدالعزيز المسلم، باسمه حمادة، هيا الشعيبي، شهاب حاجية                           |
| تانيا                 | هيا عبدالسلام، بدر الشعيبي، فؤاد علي، فرح الصراف                                 |
| كان ياما كان          | هيا عبدالسلام، فؤاد علي، فرح الصراف، شيلاء سبت                                   |
| عائلة آدم             | عبدالرحمن العقل، هدى حسين، سحر حسين، منى شداد                                    |
| مشهد من الزمن الجميل  | ابراهيم الحربي، هيفاء عادل                                                       |
| جاري العرض            | نصار النصار، إبراهيم الشيخلي، سامي مهاوش، سارة القبندي، ايمان الحسيني            |
| سوبر هيرو             | نصار النصار، سامي مهاوش                                                          |
| وحش طوروس             | محمد صفر، فاطمة الطباخ                                                           |
| يوميات أدت إلى الجنون | محمد جمال الشطي، رانيا شهاب                                                      |
| شروق الشمس            | خالد امين، طارق العلي، سماح، يعقوب عبدالله، احمد ايراج، محمد الحملي، حمد العماني |
| جنوب افريقيا          | عبدالعزيز المسلم، عبدالامام عبدالله، باسمة حمادة، احمد السلمان، مشاري البلام     |
| الثلاجة               | عبدالناصر درويش، فيصل بوغازي، مبارك المانع، سلطان الفرج، حسين المهدي             |

### المسلسلات الاذاعية
| اسم المسلسل               | بمشاركة                                                               |
| ------------------------- | --------------------------------------------------------------------- |
| ليالي                     | جمال الردهان، هدى حسين                                                |
| قلب حنون                  | جاسم النبهان، عبدالامام عبدالله، انتصار الشراح، سماح                  |
| أتيلية السعادة            | سعد الفرج، حياة الفهد، سماح                                           |
| عمر بن عبد العزيز         | حياة الفهد، جمال الردهان                                              |
| دلال وزوجة طلال           | حياة الفهد، عبير الجندي، سماح                                         |
| شاعر السيف والقلم المتنبي | سليمان الياسين، فهد العبدالمحسن                                       |
| مرايم والبخت نايم         | جاسم النبهان، هدى حسين، سماح                                          |
| يوميات صايم               | عصرية الزامل، عبدالناصر الزاير، سماح                                  |
| الحطّه                     | مريم الصالح، عبدالامام عبدالله، باسمة حمادة، زهره الخرجي              |
| احلام الزرازير            | عبدالحسين عبدالرضا، حياة الفهد، احمد مساعد، حمد ناصر، سماح            |
| الرحلة                    | عبدالرحمن العقل، عبدالامام عبدالله، باسمة حمادة، انتصار الشراح        |
| مغارة سمسم                | ابراهيم الصلال، احمد جوهر، هدى حسين، زهرة الخرجي                      |
| عودة جحا                  | سعاد علي، طارق العلي، منى شداد                                        |
| بنقول لكم سالفة 2         | حياة الفهد، عبدالامام عبدالله، انتصار الشراح، سماح                    |
| عمارة أبو صخي             | سعد الفرج، حياة الفهد، عبدالامام عبدالله، انتصار الشراح               |
| شوق على السيف             | ابراهيم الصلال، محمد المنصور، باسمة حمادة، سماح، عبير أحمد            |
| بنقول لكم سالفة 6         | ابراهيم الصلال، جاسم النبهان، ابراهيم الحربي، هدى حسين، زهره الخرجي   |
| الوالي وبنت الشاوي        | حسين المنصور، هدى حسين، محمد العجيمي                                  |
| نهاية خدمة                | مريم الصالح، عبدالرحمن العقل، داوود حسين، أحمد جوهر، هدى الخطيب، سماح |

### الافلام السينمائية
| اسم الفيلم | بمشاركة                                          |
| ---------- | ------------------------------------------------ |
| سرب الحمام | داوود حسين، جمال الردهان، أحمد ايراج، بشار الشطي |

### الاخراج
| اسم العمل             | نوع العمل   |
| --------------------- | ----------- |
| نافذه على التاريخ     | مسلسل اذاعي |
| الحفرة                | مسرحية      |
| مزاد الحب             | مسرحية      |
| ليلة رعب              | مسرحية      |
| حلال أبونا            | مسلسل اذاعي |
| يوميات أدت إلى الجنون | مسرحية      |
| مصاص الدماء 3         | مسرحية      |
| عالم أوز              | مسرحية      |
| شارع 6                | مسرحية      |
| في عينيها أغنية       | مسلسل       |
| تانيا                 | مسرحية      |
| كان يا ما كان         | مسرحية      |
| إثنين أخوان           | مسلسل اذاعي |
| عائلة آدم             | مسرحية      |
| سيد البحر             | مسلسل اذاعي |
| نحلم                  | مسرحية      |
| إيكارا                | مسرحية      |
| راعي النصيفة          | مسلسل اذاعي |
| يا سادة يا كرام       | مسرحية      |
| سوبر هيرو             | مسرحية      |
| وحش طوروس             | مسرحية      |
| يوميات أدت إلى الجنون | مسرحية      |
| الإمام الشافعي        | مسلسل اذاعي |
| السدرة                | مسلسل اذاعي |
| الثلاجة               | مسرحية      |

## روابط خارجية
- يوسف الحشاش على موقع قاعدة بيانات الأفلام العربية